# Saló Internacional del Còmic de Barcelona de 1997
El 15è Saló Internacional del Còmic de Barcelona es va celebrar entre el dijous 8 i el diumenge 11 de maig de 1997 a l'Estació de França.
Fou inaugurat per l'alcalde de Barcelona Pasqual Maragall.
El certamen del 9è art va comptar amb la presència de tots els editors espanyols i 25 d'estrangers. Com d'habitud, va oferir també diverses exposicions, taules rodones i debats, a més de la venda de tota classe de còmics.
El nou director del Saló, Jordi Sánchez Navarro, va voler compensar la vessant més comercial dels anteriors Salons tot atorgant més protagonisme als dibuixants i guionistes de còmics novells i a les edicions alternatives, com fanzines i edicions independents. «En els anteriors Salons, aquests col·lectius van tenir poca presència, i ara els volem donar més protagonisme», afirmava Jordi Sánchez. Perseguint aquest objectiu, l'exposició central organitzada pel Saló, amb títol Qué Joven Te Veo, nous valors de la historieta espanyola, estava enfocada al còmic marginal i als autors joves i desconeguts pel gran públic. Altres actes com la taula rodona "L'edició alternativa a Amèrica" també van contribuir a donar visibilitat als representats menys comercials del 9è art. L'acte va tenir com a ponents a Eric Reynolds, representant de l'editorial nord-americana Fantagraphic; el dibuixant de còmic underground Peter Bagge, premiat en l'edició precedent per la millor obra; i la dibuixant canadenca Julie Doucet, autora d'Optic Nerve, un còmic feminista.
L'anècdota del Saló la va posar l'estand de Chicos-Gil, protagonista d'un escàndol de presumpta venda il·lícita d'il·lustracions originals. Els hereus de Consuelo Gil, important editora de la postguerra espanyola, van posar a la venda originals de la revista fanquista Chicos, nascuda el 1938 i de la qual Consuelo Gil en fou la directora. L'estand pretenia comercialitzar il·lustracions originals de creadors com Jesús Blasco, Ángel Puigmiquel, Alfons Figueras, Juan García Iranzo, etc. A l'assabentar-se'n, l'autor Adriano Blasco, germà de Jesús Blasco, es va dirigir a l'estand i, sota amenaça de denúncia a la policia, va aconseguir recuperar els seus originals. Seguidament, els dibuixants Figueras i Puigmiquel van seguir el seu exemple. Només Iranzo no va presentar objeccions a la comercialització dels seus originals i fins i tot es va posar a firmar exemplars.
El pressupost, es va mantenir a 60 milions de pts.

## Cartell
La il·lustració del cartell de la 15a edició del Saló va ser encarregada a Max, que l'any anterior havia obtingut el premi a la millor obra per Como perros. En la il·lustració, una mà gegant sobre un fons blau fosc arranca l'estàtua de Colom del seu pedestal. El monument a Colom, tema recurrent en els cartells del Saló, ressalta enmig d'una recognoscible silueta de Barcelona ubicada al peu del cartell. Per a la il·lustració, Max reconeixia haver-se inspirat en una vinyeta del còmic Jimmy Corrigan, the Smartest Kid on Earth de Chris Ware. A la vinyeta de l'autor americà, una mà gegant amb guant vermell arranca una casa del terra. No obstant, anys més tard, preparant una exposició retrospectiva a Madrid (Panòptica) sobre la seva obra, Max es va adonar que prèviament ell mateix ja havia dibuixat una mà gegant en un dels seus còmics. La imatge havia aparegut al còmic El Capital, publicat a mitjans anys 1970 amb la col·laboració de Paco Mir, i mostrava una mà gegant agafant a un obrer.
Aquest cartell representava el tercer que Max il·lustrava pel Saló del Còmic, després de ja haver elaborat el cartell de la 5a edició (1985) i de la 7a edició (1989) del Saló.

## Exposicions i activitats

### Exposició central
- Qué Joven Te Veo, nous valors de la historieta espanyola. Exposició dedicada als nous creadors de còmic i a les noves fórmules de publicació de còmics, a partir de l'autoedició o la impressió d'editorials petites. L'exposició estava formada per originals de 20 autors menors de 27 anys.[1]

### Activitats
- Sala de projeccions. El Saló va comptar amb una sala de projeccions en la qual es van mostrar animacions de tota mena de gènere, des de clàssics dibuixos animats fins als dibuixos realitzats per ordinador i usant les tecnologies més innovadores.

- Festa Odi. El dijous d'inauguració del Saló, a la nit, la sala Bikini de Barcelona acollia la Festa Odi', organitzada per Edicions La Cúpula en homenatge al dibuixant estatunidenc Peter Bagge, que l'any anterior havia obtingut el premi a la millor obra estrangera pel còmic Hate. El còmic underground de Bagge plasma amb cruesa i humor la joventut dels anys 1990 als Estats Units d'Amèrica.[1][5]

### Exposicions dedicades als guanyadors de l'edició precedent
Les exposicions tenir la peculiaritat d'estar parcialment ubicades a l'interior de vagons de tren de mercaderies, aparcats a les vies de l'estació.
- Exposició monogràfica dedicada a l'il·lustrador Josep Sanchis, guanyador del Gran Premi del Saló de 1996.

- Exposició monogràfica dedicada a l'il·lustrador Max, guanyador de la Millor Obra de 1996 per Como perros.

- Exposició monogràfica dedicada a Peter Bagge, guanyador de la Millor Obra Estrangera de 1996 per Hate.

- Exposició monogràfica de Santiago Sequeiros, proclamat Autor revelació a l'edició de 1996.

## Invitats
Destacats invitats internacionals: Jim Lee, Ryan Benjamin i Peter Bagge.

## Palmarès

### Gran Premi del Saló
Va estar dotat amb 500.000 pts.
- Enrique Ventura

### Millor obra
El premi va estar dotat amb 250.000 pts.
| Títol                                     | Autor                                     | Editorial |
| ----------------------------------------- | ----------------------------------------- | --------- |
| El artefacto perverso                     | Felipe Hernández Cava Federico del Barrio |           |
| Calavera Lunar                            | Albert Monteys                            | Camaleón  |
| * Demés nominats desconeguts. A completar |                                           |           |

### Millor obra estrangera
Premi sense dotació econòmica
| Títol                                     | Títol original                       | Autor          | Editorial | País         |
| ----------------------------------------- | ------------------------------------ | -------------- | --------- | ------------ |
| Río Veneno                                | Love & Rockets Vol. 12: Poison River | Beto Hernández |           | Estats Units |
| * Demés nominats desconeguts. A completar |                                      |                |           |              |

### Autor revelació
El premi tenia una dotació de 250.000 pts.
- Albert Monteys

### Millor guió
El premi tenia una dotació de 250.000 pts.
| Títol                                      | Autor                 | Editorial |
| ------------------------------------------ | --------------------- | --------- |
| El artefacto perverso                      | Felipe Hernández Cava |           |
| Calavera Lunar                             | Albert Monteys        | Camaleón  |
| * Demés candidats desconeguts. A completar |                       |           |

### Millor fanzine
El premi tenia una dotació de 100.000 pts.
| Títol        | Títol           |
| ------------ | --------------- |
| Rau          | (premi ex-aquo) |
| Kovalski Fly | (premi ex-aquo) |